# SC Bewegung XX Wien
SC Bewegung XX was een Oostenrijkse voetbalclub uit Brigittenau, een stadsdistrict van de hoofdstad Wenen. De club speelde van 1922 tot 1946 22 seizoenen lang in de tweede klasse.

## Geschiedenis
De club werd in 1913 opgericht. In 1922 werd de club vicekampioen achter SV Donau Wien in de 3. Klasse Ost en promoveerde zo naar de tweede klasse. Rond deze tijd verhuisde de club naar een nieuw stadion en opende dit met een 1-4 nederlaag tegen eersteklasser Wiener Sport-Club. In het eerste seizoen in de tweede klasse werd de club vicekampioen achter SK Slovan Wien. In 1923/24 werd de derde plaats bereikt. Speler Friedrich Gschweidl had er een groot aandeel in dat de club het zo goed deed, hij zou later nog een belangrijke speler van het Wunderteam worden.
Na dit seizoen werd het professionalisme ingevoerd besloot de club te degraderen naar de derde klasse, een amateurliga. Daar werd meteen promotie bereikt en de club keerde terug naar de tweede klasse. Hier vestigde de club zich tot 1936/67. In 1935 werd opnieuw de tweede plaats bereikt achter Slovan Wien. Intussen had de club in 1934 de naam gewijzigd in Brigittenauer AK. Na één seizoen derde klasse keerde de club terug. In 1942 fusioneerde de club met SV Eis Wien en speelde verder als SG BAK-SV Eis. In 1943/44 werd opnieuw de tweede plaats bereikt, dit keer achter SK Admira Wien. 
Na het einde van de Tweede Wereldoorlog nam de club opnieuw de naam SC Bewegung XX aan en degradeerde naar de derde klasse. Kort daarna werd de club opgeheven.

## Prestaties
- 22 deelnames aan de tweede klasse: 1923-1924; 1926-1937; 1939-1946 (2de plaats in 1923, 1934, 1944)